# Panjabi

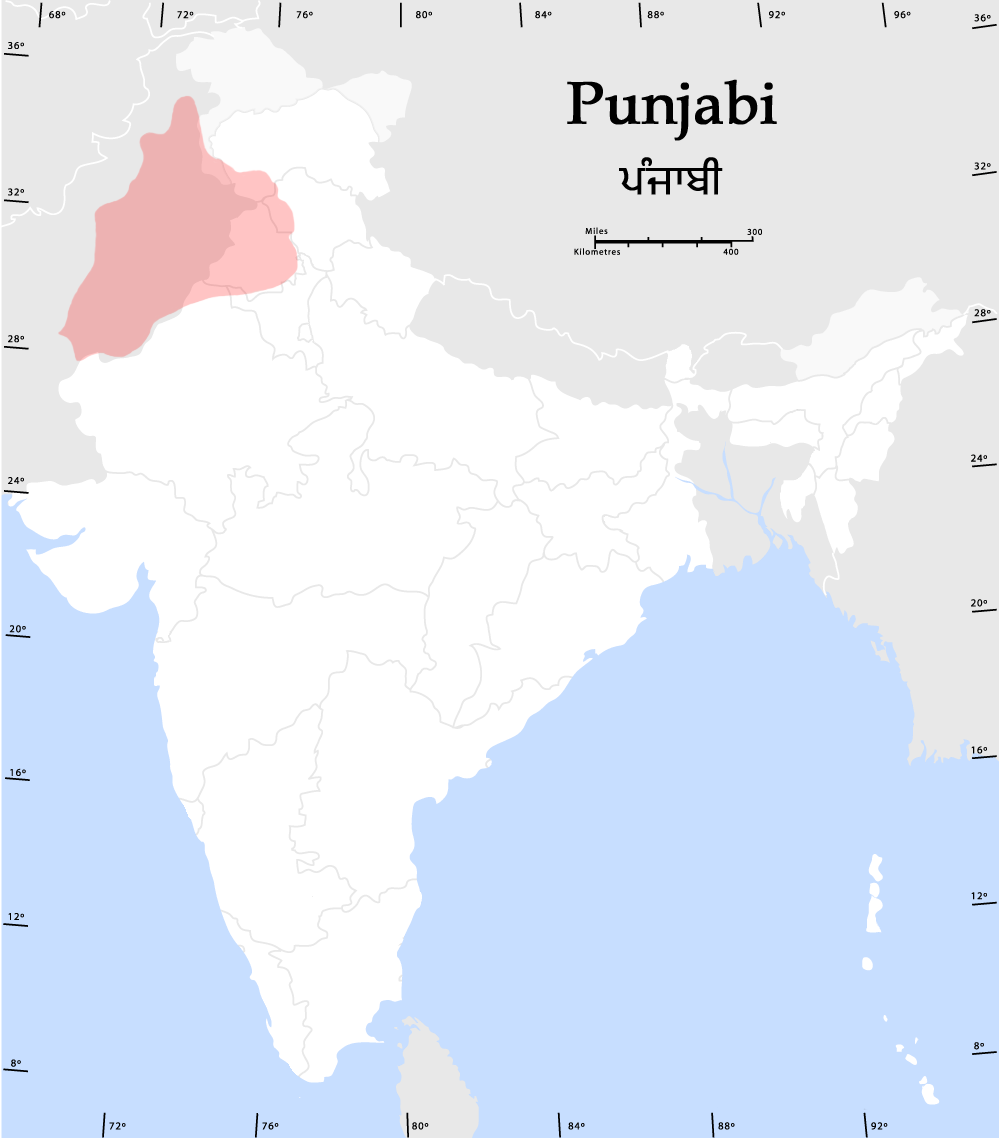
Verbreitung des Panjabi

Panjabi oder Pandschabi (پنجابی / ਪੰਜਾਬੀ IAST panjābī [pʌnˈʤɑːbiː]) ist eine in Pakistan und Indien gesprochene Sprache. Sie gehört zum indoarischen Zweig der indoiranischen Untergruppe der indogermanischen Sprachen.
Panjabi wird in der zwischen Pakistan und Indien geteilten Region Punjab und in der weltweiten Diaspora gesprochen. Weltweit gibt es mindestens 115 Millionen muttersprachliche Sprecher des Panjabi. In Pakistan wird es laut vorab veröffentlichten Ergebnissen der Volkszählung 2017 von knapp 81 Millionen Menschen als Muttersprache gesprochen. Mit einem Anteil von 39 Prozent an der Gesamtbevölkerung ist das Panjabi die größte Einzelsprache Pakistans. In der bevölkerungsreichsten Provinz Punjab stellen Panjabi-Sprecher die Bevölkerungsmehrheit. In Indien hat Panjabi laut der Volkszählung 2011 rund 33 Millionen muttersprachliche Sprecher. Die meisten Panjabi-Sprecher leben im Bundesstaat Punjab, wo sie die Bevölkerungsmehrheit stellen. Panjabisprachige Minderheiten gibt es auch in Haryana, Rajasthan und Delhi. Migrationsbedingt gibt es eine große Panjabi sprechende Diaspora in Nordamerika, Europa und der Golfregion. Größere Zahlen von Panjabi-Sprechern leben unter anderem in Kanada (430.000), dem Vereinigten Königreich (270.000 allein in England und Wales) und den Vereinigten Staaten (250.000).
In Pakistan hat das Panjabi trotz seiner großen Sprecherzahl keinen offiziellen Status und wird kaum als Schriftsprache verwendet. Als Amts- und Bildungssprache dient Urdu. In Indien ist Panjabi hingegen als eine von 22 Verfassungssprachen anerkannt, dient als alleinige Amtssprache im Bundesstaat Punjab und genießt auch im Bundesstaat Haryana sowie im Unionsterritorium Delhi amtlichen Status.
Die Abgrenzung von Dialekten und Einzelsprachen ist im Falle von Panjabi nicht immer eindeutig. So wird Lahnda oder Westpanjabi, eine Gruppe von mehr als 20 Mundarten (u. a. Shahpuri, Multani, Saraiki, Hindko, Pothohari), obwohl es aus sprachwissenschaftlicher Sicht eine eigene Sprache darstellt, oft als Panjabi-Dialekt angesehen. Das im Gebiet von Jammu im indischen Unionsterritorium Jammu und Kashmir gesprochene Dogri wurde von der indischen Regierung früher ebenfalls als Panjabi-Dialekt klassifiziert, seit 2003 ist es aber in der indischen Verfassung als eigenständige Sprache anerkannt.
Die Panjabi-Literatur geht auf das 12. und 13. Jahrhundert zurück, erlebte aber erst im 17. Jahrhundert einen Aufschwung, als Panjabi zur Sprache des Sikhismus wurde.
Eine phonologische Besonderheit von Panjabi ist, dass es eine Tonsprache ist. Die betonte Silbe kann in drei bedeutungsunterscheidenden Tönen – dem gleichbleibenden Normalton, dem fallend-steigenden Tiefton und dem steigend-fallenden Hochton gesprochen werden. Sprachhistorisch gehen die Töne auf den Einfluss eines (in der Schrift immer noch vorhandenen) aspirierten Konsonanten oder eines h-Lautes zurück. Vergleiche:
- ਕੋੜਾ kōṛā [koːɽa] (mit Normalton) „Peitsche“
- ਕੋਹੜਾ kōhṛā [kóːɽa] (mit Hochton) „Aussätziger“
- ਘੋੜਾ ghōṛā [kòːɽa] (mit Tiefton) „Pferd“

Panjabi wird üblicherweise in einer eigenen Schrift, Gurmukhi genannt, geschrieben. Um sich von den panjabisprachigen Sikhs abzusetzen, verwenden hinduistische Panjabi-Sprecher in Indien bisweilen auch die Devanagari-Schrift. In Pakistan schreibt man Panjabi im Nastaliq-Duktus der persisch-arabischen Schrift, genannt Shahmukhi, wenngleich die schriftliche Verwendung dort selten ist.